# Светлая (Новгородская область)
Светлая — деревня в Батецком муниципальном районе Новгородской области России, относится к Передольскому сельскому поселению.

## География
Деревня расположена близ административной границы с Псковской и Ленинградской областями у реки Свинорежки притоке Хотынки (бассейн Шелони). В деревню проезд через нежилую деревню Красовицы от автодороги из города Луга в посёлок Уторгош.

## История
Упоминание в писцовых книгах Шелонской пятины Новгородской земли 1498 года, деревни Фроловского погоста — Жинорежа по мнению Андрияшева А. М. относится к деревне Свинорежи.
В 1866 году временнообязанные крестьяне деревни Свинорежь выкупили свои земельные наделы у М. Н. Бакунина и стали собственниками земли. В 1867 году временнообязанные крестьяне выкупили свои земельные наделы у М. В. Кришкевич.
Указом Президиума Верховного Совета РСФСР от 21 сентября 1964 года деревня Свинорежа Нежатицкого сельсовета Солецкого сельского района была переименована в деревню Светлая.

## Население
| 1862 | 2010 |
| ---- | ---- |
| 61   | ↘1   |